# Youssef Maziz
Youssef Maziz (sinh ngày 24 tháng 6 năm 1998) là cầu thủ bóng đá Pháp, thi đấu ở vị trí tiền vệ cho câu lạc bộ OH Leuven.

## Sự nghiệp thi đấu
Maziz ra mắt Metz trong trận thua 5–0 trước Lyon tại Ligue 1 vào ngày 26 tháng 2 năm 2017.
Vào ngày 26 tháng 6 năm 2019, anh ta gia nhập Le Mans, theo dạng cho mượn từ Metz.

## Sự nghiệp quốc tế
Sinh ra tại Pháp, Maziz là người gốc Maroc. Anh ta đã từng chơi cho đội tuyển trẻ của Pháp.